# Форсаж да Винчи
«Форсаж да Винчи» (англ. Treasure Raiders), другое название: «Охотники за сокровищами» — фильм 2007 года режиссёра Брента Хаффа. Приключенческий боевик в двух вариантах озвучивания. Премьера состоялась 3 апреля 2008 года.

## Сюжет
Профессор из США Харрисон Джонс (Стивен Брэнд) преподает лекции по археологии в московском университете. До недавних пор никто не знал, что сокровища рыцарей-тамплиеров существуют. А они не просто существуют, а находятся в одном из спальных районов Москвы. После одного из занятий к нему подходит Пьер Самоно (Дэвид Кэррадайн), говорящий о том, что он знает человека, который может помочь искать сокровища. Его зовут Волк (Александр Невский), и он гонщик.
Этот фильм только в России был представлен как комедийный боевик «Форсаж да Винчи», потому что его переозвучивала команда из шоу «Comedy Club». В сорока странах, где была представлена эта лента, она шла как приключения «Охотники за сокровищами». Но существует версия российского дубляжа в традиционном не юмористическом переводе, в котором события представлены совсем по-другому, и отличаются даже имена героев. Например, профессор Харрисон Джонс на самом деле Майкл Наззаро, а Варфоломей — Бомелиус.

## В ролях
| Актёр                | Роль                   |
| -------------------- | ---------------------- |
| Александр Невский    | Сергей Волков (Волк)   |
| Дэвид Кэррэдайн      | Пьер Самоно / Ногарэ   |
| Стивен Брэнд         | Майкл Назарро          |
| Ольга Родионова      | Маша                   |
| Шерилин Фенн         | Лена                   |
| Эндрю Дивофф         | Кронин                 |
| Роберт Мадрид        | Пабло Рамирес          |
| Уильям Шокли         | Пчеловод               |
| Альберт Филозов      | Хранитель              |
| Максим Коновалов     | Болт                   |
| Максим Покровский    | Горыныч                |
| Егор Пазенко         | Игорь                  |
| Екатерина Рынденкова | Лида                   |
| Елена Полякова       | Ирина                  |
| Игорь Мещерин        | офицер полиции         |
| Игорь Ясулович       | Посланник тамплиеров   |
| Борис Романов        | Варфоломоей / Бомелиус |
| Роман Радов          | наркодилер             |
| Григорий Данцигер    | наркодилер             |
| Михаил Богдасаров    | Повар                  |
| Максим Артамонов     | охранник Самано        |
| Тимур Ефременков     | охранник Самано 2      |

- Постановщики трюков: Игорь Новоселов, Сергей Шолохов

## Критика
Фильм получил отрицательные отзывы кинокритиков.